# Paul Juvenell der Ältere
Paul Juvenell der Ältere (* 1579; † 1643 in Preßburg; auch Juvenel Paulus d. Ä.) war ein Nürnberger Maler, der vor allem durch seine Dürerkopien bekannt wurde.

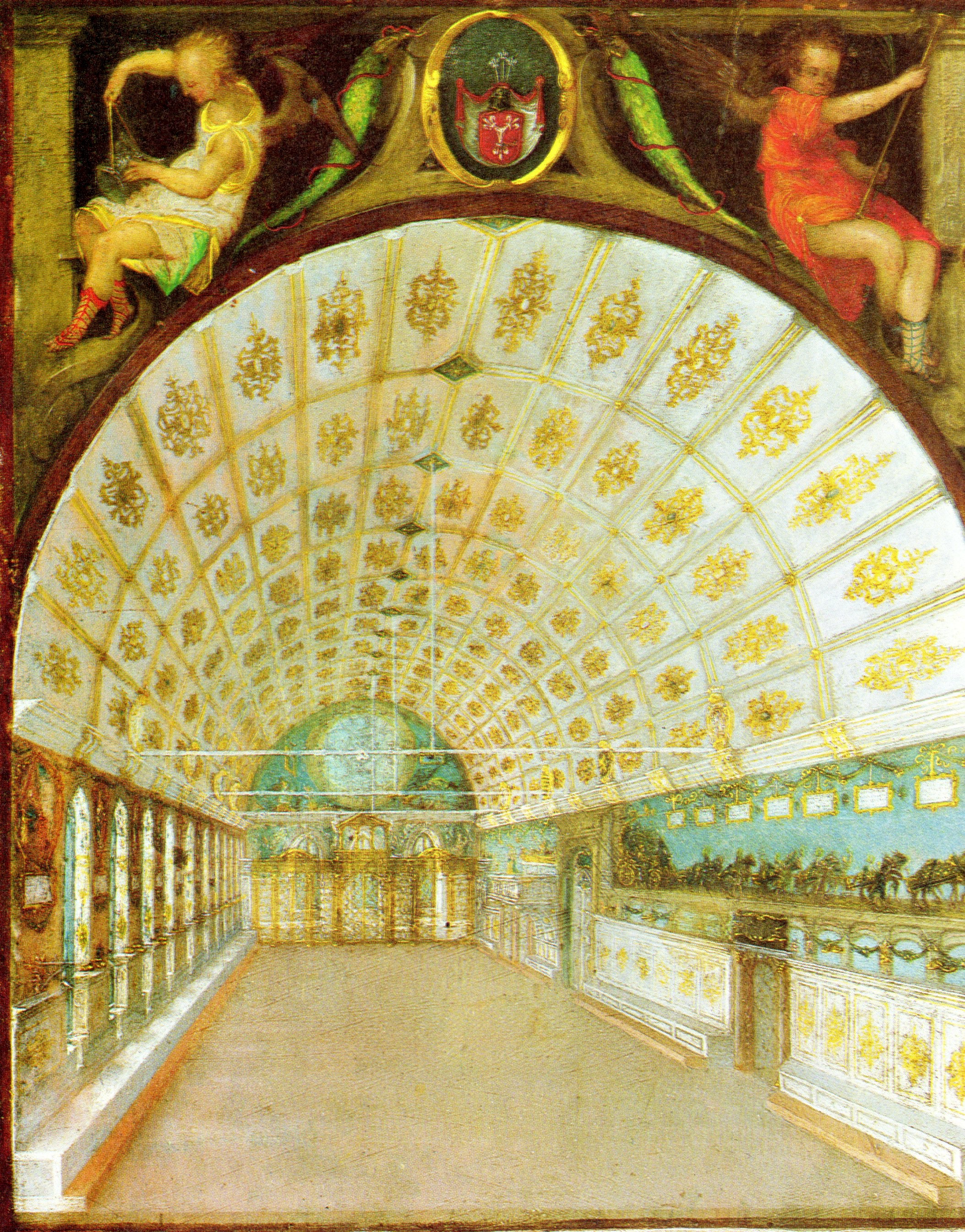
Großer Saal (Altes Rathaus Nürnberg) perspektivische Innenansicht, Gemälde von Paul Juvenell (1622)

## Leben
Zunächst war er Schüler seines Vaters Nikolaus Juvenell, eine früher angenommene, weitergehende Ausbildung unter Adam Elsheimer in Frankfurt ist nicht belegt und unwahrscheinlich.
Juvenell war unter anderem als Kirchenmaler tätig, z. B. in Heroldsberg in der Kirche St. Matthäus. Dort hat er die Altarflügel gestaltet. Sie zeigen das Paradies mit dem Sündenfall und die Erhöhung der ehernen Schlange durch Mose.
Das von seinem Lehrer Adam Adelsheimer († 1620 in Rom) begonnene Gemälde Der Heiland hält mit seinen Jüngern das letzte Abendmahl ergänzte er 1621 durch die Architektur und den Hintergrund.
Weiterhin gestaltete er 13 Deckengemälde im kleinen Saal des Nürnberger Rathauses, die den Kaiser umgeben von den Tugenden bzw. Szenen aus der römischen Geschichte darstellen.
Weitere Werke umfassen Porträts der Kaiser Ferdinand II., Matthias, Rudolf II. und des Rex Romanorum Rudolf I. Auch diese Porträts hängen im Nürnberger Rathaus.
Von Juvenell stammen Kopien von Dürers Himmelfahrt der Maria und Szenen aus der Leben der Maria, nach Holzschnitten von Dürer.
Juvenell wechselte 1638 nach Wien und von da weiter nach Preßburg, wo er auch verstarb.
Seine vier Kinder, drei Jungen und ein Mädchen wurden ebenfalls Maler.

## Galerie

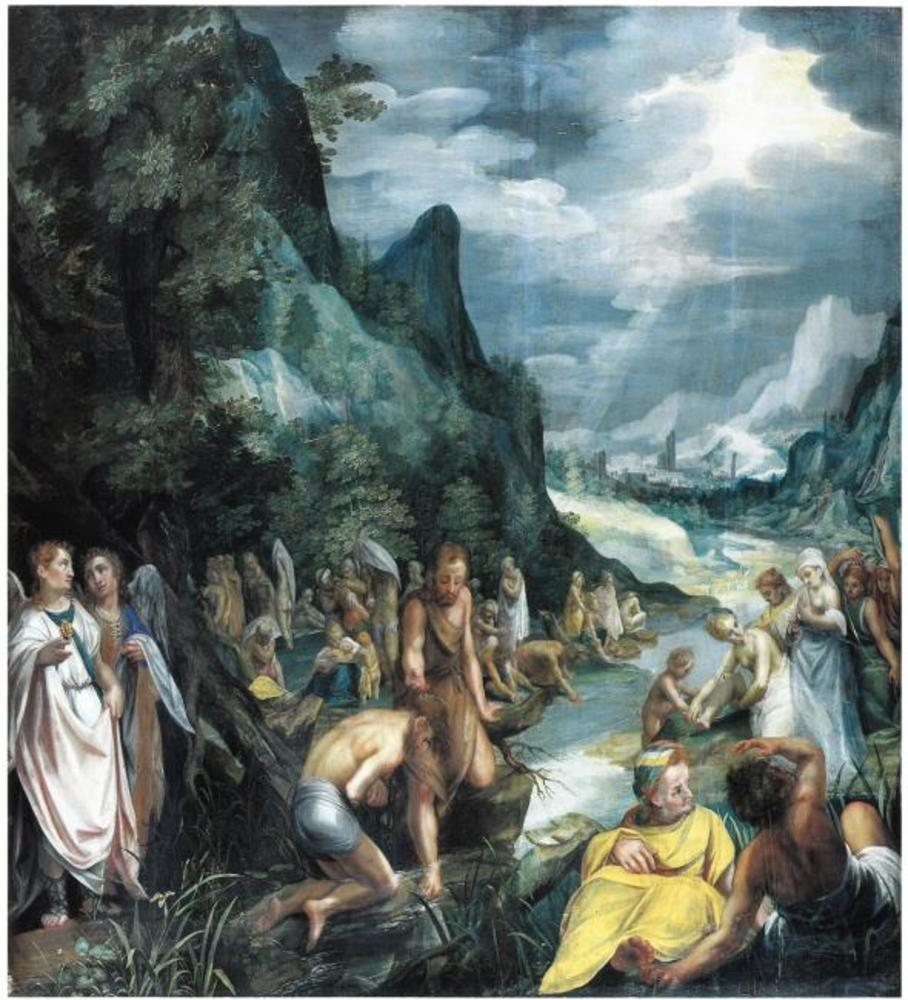
Jesus taufe, 1609
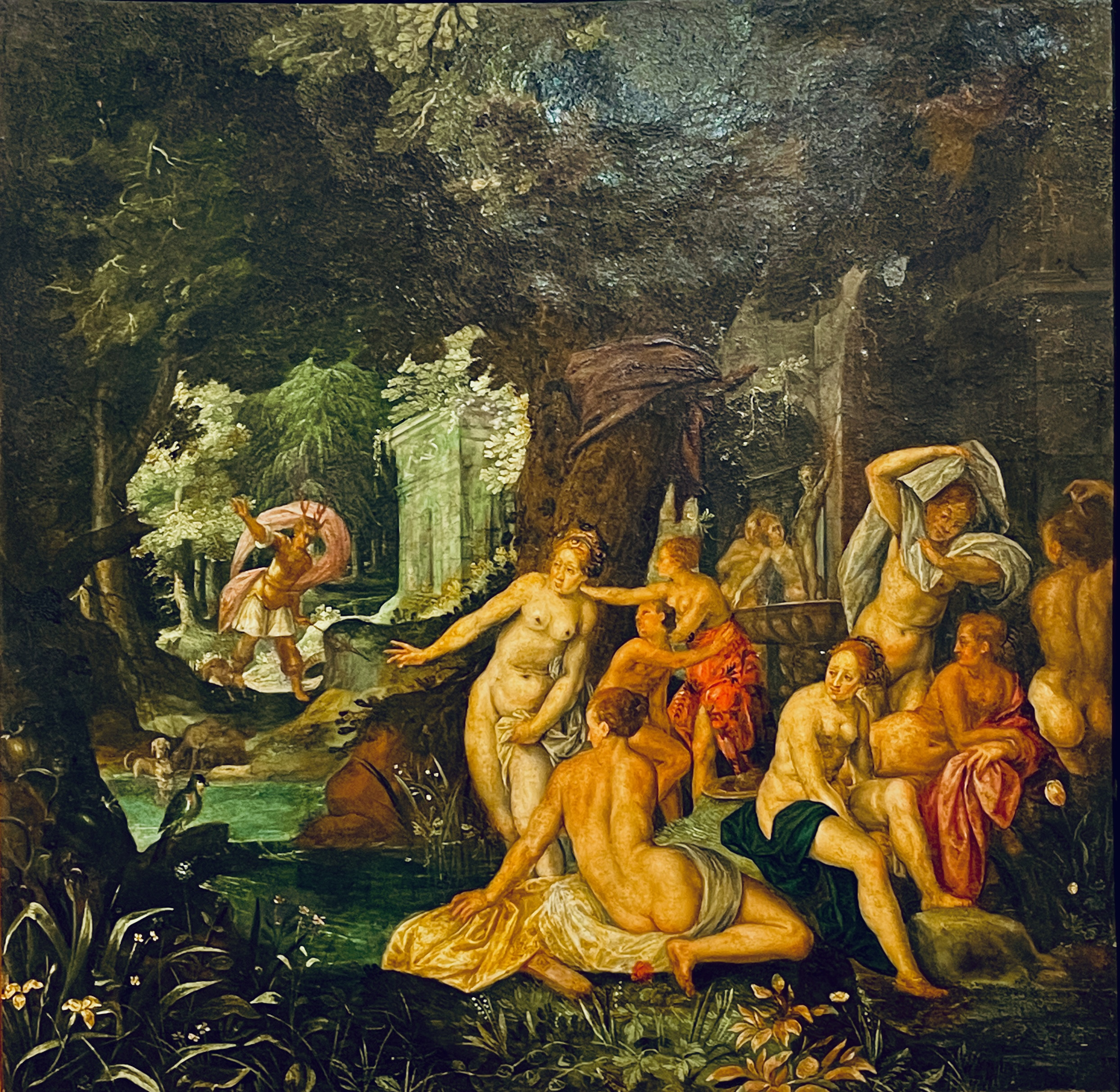
Diana und Aktaon, 1621
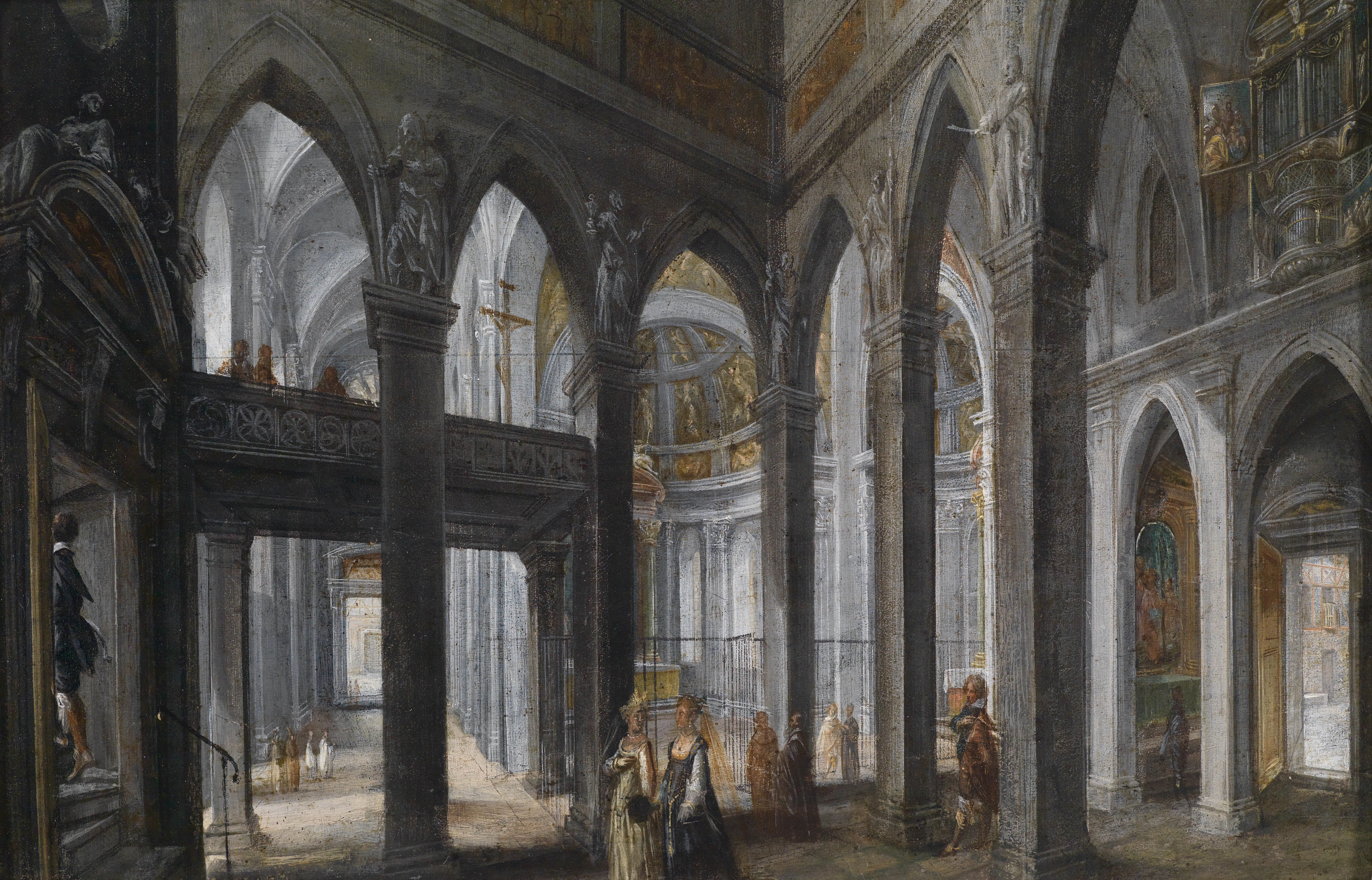
Phantastisches Kircheninterieur, 1622
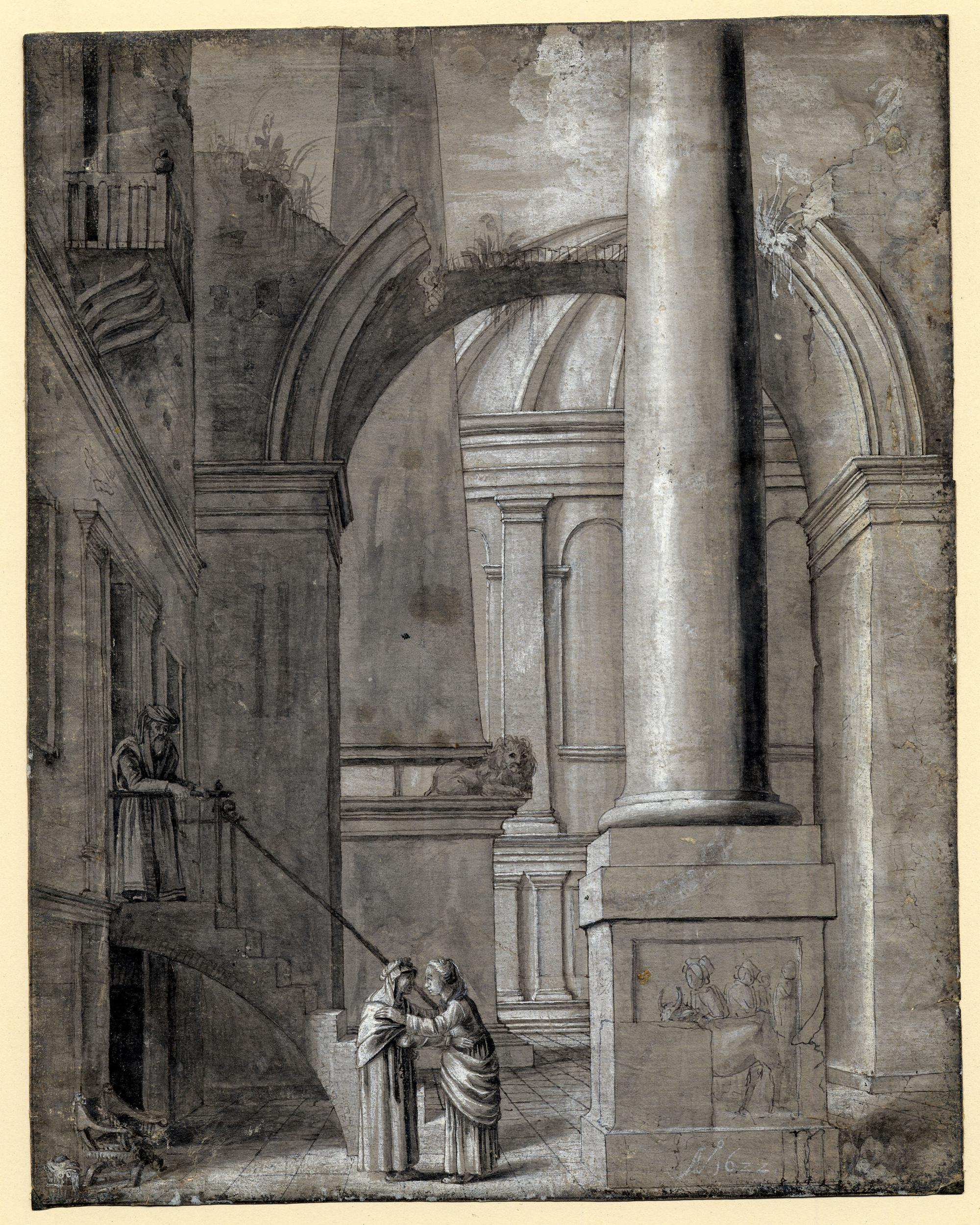
Phantastisches Kircheninterieur, c. 1630